# Tesserogastria musculosa
Tesserogastria musculosa is een hydroïdpoliep uit de familie Ptychogastriidae. De poliep komt uit het geslacht Tesserogastria. Tesserogastria musculosa werd in 1959 voor het eerst wetenschappelijk beschreven door Beyer. 